# محوطه کت یری
محوطه کت یری مربوط به دوره اشکانیان - دوره ساسانیان است و در شهرستان ماهنشان، بخش انگوران، دهستان انگوران، ۲ کیلومتری شرق روستای قوزیجاق سفلی واقع شده و این اثر در تاریخ ۲۷ بهمن ۱۳۸۷ با شمارهٔ ثبت ۲۴۵۹۸ به‌عنوان یکی از آثار ملی ایران به ثبت رسیده است.